# النواة الوطائية المجاورة للبطين

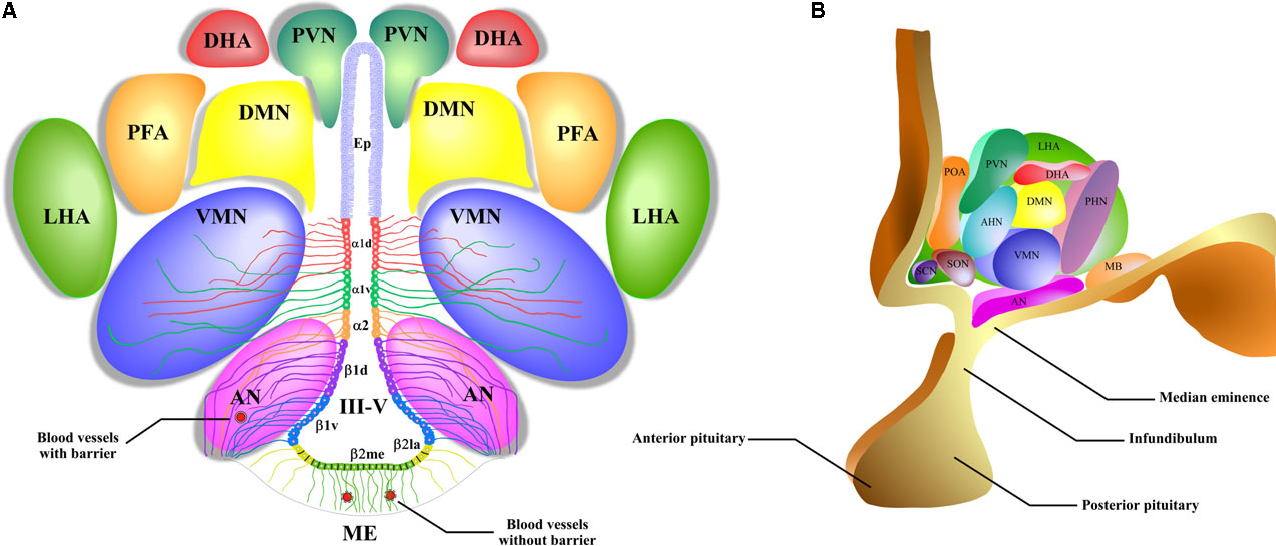
تمثيل تخطيطي لنوى الوطاء وتوزيع الخلايا الصبغية على جدار البطين الثالث

النواة الوطائية المجاورة للبطين هي نواة في منطقة الوطاء. تشريحيًا، تقع بجوار البطين الثالث وتتبارز الكثير من عصبوناتها إلى الغدة النخامية الخلفية. تفرز هذه العصبونات الأوكسيتوسين وكمية أقل من الفازوبرسين، وتفرز النواة أيضًا الهرمون المطلق لموجهة القشرة والهرمون المطلق لموجهة الدرقية. يُفرز الهرمون المطلق لموجهة القشرة والهرمون المطلق لموجهة الدرقية في الجهاز النخامي البوابي ويعملان على عصبونات أهداف مختلفة في الغدة النخامية الأمامية. يُعتقد أن النواة المجاورة للبطين تتواسط الكثير من الوظائف المتنوعة من خلال هذه الهرمونات المختلفة، بما في ذلك التنظيم الأسموزي والشهية واستجابة الجسم للإجهاد.

## الموقع
توجد النواة المجاورة للبطين بجوار البطين الثالث. تقع داخل المنطقة المحيطة بالبطين ولا ينبغي الخلط بينها وبين النواة المحيطة بالبطين، والتي تحتل موقعًا أكثر وسطية تحت البطين الثالث. النواة المجاورة للبطين ذات تغذية وعائية عالية ومحمية بالحاجز الدموي الدماغي، إلا أن خلاياها العصبية الصمية تمتد إلى مواقع (في البرزة المتوسطة وفي الغدة النخامية الخلفية) خارج الحاجز الدموي الدماغي.

## العصبونات
تحتوي النواة المجاورة للبطين على خلايا عصبية إفرازية كبيرة تمتد محاورها العصبية إلى الغدة النخامية الخلفية، وعلى خلايا عصبية إفرازية صغيرة تصل إلى البرزة المتوسطة وتطلق إشارات إلى الغدة النخامية الأمامية، وعلى الكثير من مجموعات الخلايا الأخرى التي تصل محاورها إلى الكثير من مناطق الدماغ بما في ذلك الخلايا قبل الذاتية الصغيرة التي تصل إلى جذع الدماغ والنخاع الشوكي.

### العصبونات الإفرازية الكبيرة
تنتج الخلايا الكبيرة في النواة المجاورة للبطين وتفرز هرمونين ببتيديين: الأوكسيتوسين الفازوبرسين.
تُعبأ هذه الهرمونات في حويصلات كبيرة، تُنقل بدورها عبر المحاور العصبية عديمة الميالين وتُطلق من المحطات العصبية الإفرازية الموجودة في الغدة النخامية الخلفية.
توجد عصبونات كبيرة مماثلة في النواة فوق البصرية تفرز أيضًا الفازوبرسين وكمية أقل من الأوكسيتوسين.

### العصبونات الإفرازية الصغيرة
تصل المحاور العصبية للعصبونات الإفرازية الصغيرة في النواة المجاورة للبطين إلى البرزة المتوسطة، والبرزة المتوسطة عضو عصبوني وعائي يقع في قاعدة الدماغ، حيث تطلق نهاياتها العصبية الإفرازية هرمونات في الضفيرة الشعيرية الأولية للجهاز النخامي البوابي. تحتوي البرزة المتوسطة على النهايات الليفية للكثير من عصبونات تحت المهاد الصمية، وتفرز ناقلات عصبية أو ببتيدات عصبية مختلفة، منها الفازوبرسين والهرمون المطلق لموجهة القشرة والهرمون المطلق لموجهة الدرقية والهرمون المطلق لموجهة الغدد التناسلية والهرمون المطلق لهرمون النمو والدوبامين والسوماتوستاتين (الهرمون المثبط لإطلاق هرمون النمو) في الأوعية الدموية في الجهاز النخامي البوابي. تحمل الأوعية الدموية الببتيدات إلى الغدة النخامية الأمامية، حيث تنظم إفراز الهرمونات في الدورة الدموية الجهازية. تشمل الخلايا العصبية الإفرازية الصغيرة تلك التي تصنع:
- الهرمون المطلق لموجهة القشرة، الذي ينظم إفراز الهرمون الموجه لقشر الكظر من الغدة النخامية الأمامية.[3][4]
- الفازوبرسين، الذي ينظم أيضًا إفراز الهرمون الموجه لقشر الكظر (يعمل الفازوبرسين والهرمون المطلق لموجهة القشرة بشكل تآزري لتحفيز إفراز الهرمون الموجه لقشر الكظرية).
- الهرمون المطلق لموجهة الدرقية، الذي ينظم إفراز الهرمون المنبه للدرق والبرولاكتين.[5]